# Santo André de Teixido

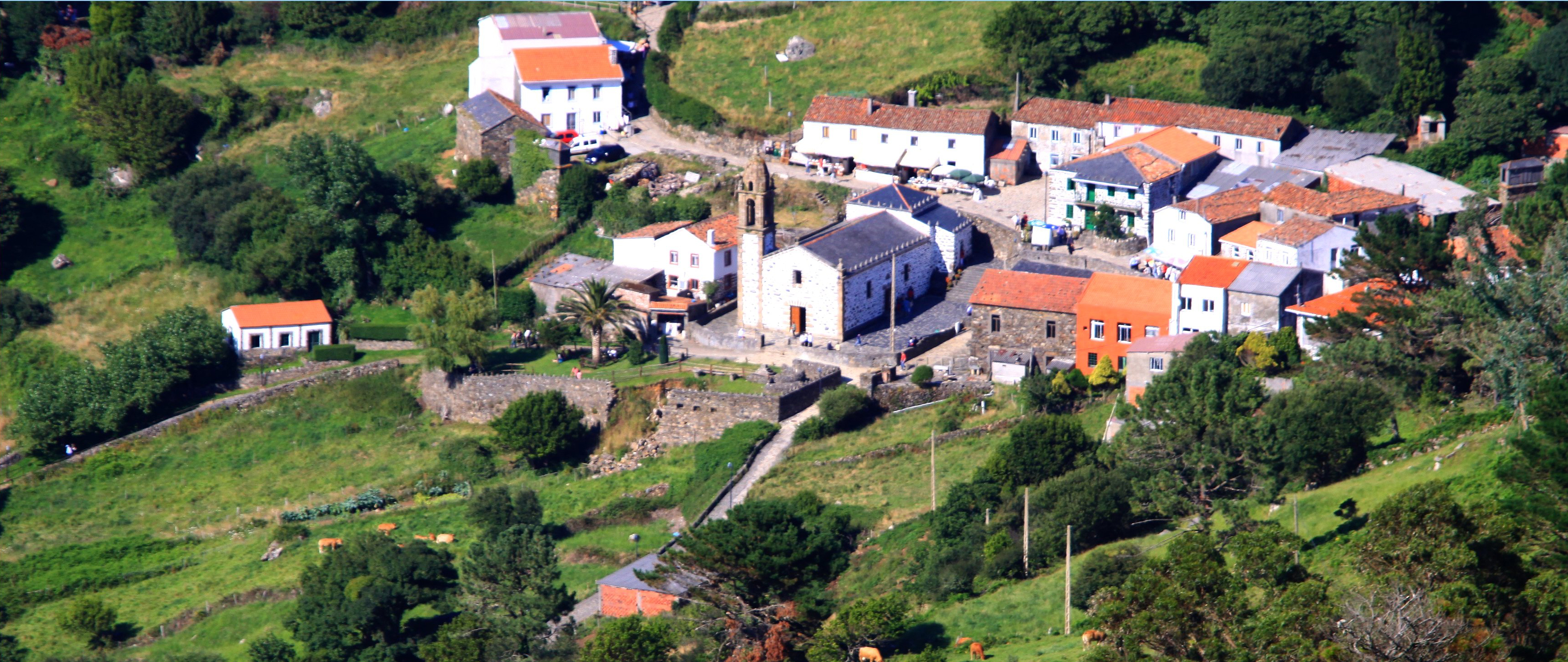
Santo André de Teixido

Santo André de Teixido és una parròquia del municipi gallec de Cedeira, a la província de la Corunya. Es troba en plena serra d'A Capelada, a prop dels penya-segats sobre el mar.
Tenia l'any 2015 una població de 48 habitants agrupats en 5 entitats de població: Biduído, A Candocia, Lamelas, Meizoso i Teixidelo.
A la localitat hi ha el santuari del mateix nom, conegut lloc de peregrinació. La capella de Santo André és un famós santuari on, segons la dita vai de morto quen non foi de vivo (hi va de mort qui no hi va anar de viu).